# أنوار البدرين ومطلع النيرين في تراجم علماء القطيف والأحساء والبحرين (كتاب)
أنوار البدرين ومطلع النيّرين في تراجم علماء القطيف والأحساء والبحرين هو كتاب من تأليف رجل الدين الشيعي والمؤرّخ البحراني علي البلادي يذكر فيه تراجم وسيّر عدد كبير من رجال الدين الشيعة، رتبه على مقدمة احتوت تواريخ إقليم البحرين ومدنه الثلاثة ثم جعله في ثلاثة أبواب، أولها: في ترجمة رجال الدين من أهل البحرين وهي جزيرة أوال وذكر جميع من ذكروا في كتاب فهرست علماء البحرين الذي هو من تأليف سليمان بن عبد الله الماحوزي، وثانيها: في ترجمة علماء القطيف وهي المسُمّاة الخط، وثالثها: في ترجمة علماء الأحساء وهي المُسمّاة هَجَرْ، وفي الخاتمة أورد أربعين حديثاً من طرق أهل السنة في فضائل أهل البيت كما نقل آغا بزرگ الطهراني.

## المؤلف
علي بن حسن بن علي بن سليمان البلادي (1274 هـ - 1340 هـ). رجل دين وفقيه ومؤرِّخ شيعي بحراني كما أنه أديب وشاعر وعارفٌ بعلوم اللغة العربية.
عاش في فترة شهدت فيها البحرين اضطرابات عديدة دفع الكثير من أهلها للهجرة منها وكانت القطيف من أبرز البلدان التي هاجر إليها البحارنة بسبب قربها جغرافيًا وتشابه المذهب والعادات والتقاليد، وكان البلادي واحدا من الذين هاجروا إلى القطيف.
اشتهر بتأليفه كتاب أنوار البدرين ومطلع النيرين في تراجم علماء القطيف والأحساء والبحرين الذي ساهم في توثيق سِيَرْ الكثير من علماء الشيعة في القطيف والأحساء والبحرين؛ وخصوصًا الذين كانوا في زمانه والذين سبقوه.

## البحرين
| - نصر بن نصير البحراني. - محمد بن سهل. - محمد بن محمد البحراني. - الشيخ ابن الشريف أكمل. - ناصر الدين الشيخ راشد. - الشيخ أحمد بن سعادة. - الشيخ علي بن سليمان. - الشيخ حسين ابن الشيخ علي بن سليمان. - الشيخ ميثم البحراني. - الشيخ فضل البحراني. - الشيخ أحمد بن المتوج. - الشيخ ناصر بن المتوج. - الشيخ عبد الله بن المتوج. - الشيخ أحمد بن محذم. - الشيخ حرز الدين البحراني. - الشيخ مفلح بن حسن الصيمري. - الشيخ حسين ابن الشيخ مفلح. - الشيخ عبد الله ابن الشيخ حسين الصيمري. - الشيخ يحيى بن عشيرة. - الشيخ حسين بن أبي سردال. - الشيخ علي العسكري البحراني. - الشيخ حرز العسكري. - الشيخ داوود بن أبي شافيز. - السيد حسين الغريفي. - السيد عبد الله القاروني. - السيد ماجد الصادقي. - السيد عبد الرؤوف ابن السيد ماجد الصادقي. - السيد ماجد ابن السيد محمد البحراني. - السيد أحمد ابن السيد عبد الصمد. - السيد علي ابن السيد ماجد. - السيد علوي ابن السيد إسماعيل البحراني. | - السيد محمد ابن السيد عبد الحسين آل شبانة. - السيد عبد الله ابن السيد محمد آل شبانة. - السيد علي ابن السيد إبراهيم آل شبانة. - السيد محمد ابن السيد علي آل شبانة. - السيد عبد الرؤوف الموسوي. - السيد محمد القاروني. - السيد ناصر القاروني. - السيد عبد الصمد البحراني. - السيد عبد الجبار البحراني. - الشيخ جعفر بن محمد البحراني. - الشيخ عبد علي البحراني. - الشيخ جعفر بن صالح. - الشيخ أحمد البحراني. - الشيخ محمد العسكري. - الشيخ يوسف البحراني. - السيد حسين الكتكاني التوبلي البحراني. - السيد علي الكتكاني التوبلي. - السيد علي البلادي. - الشيخ محمد الأصبعي. - الشيخ محمد البحراني. - الشيخ علي البحراني. - الشيخ أحمد بن محمد الأصبعي. - الشيخ أحمد البحراني. - السيد عبد الرضا البحراني. - صلاح الدين البحراني. - الشيخ محمد المقابي البحراني. - الشيخ صالح الكرزكاني. - الشيخ جعفر البحراني. - الشيخ حسن الكرزكاني البحراني. - الشيخ أحمد بن صالح الدرازي. - الشيخ محمد بن ماجد البحراني. | - السيد هاشم البحراني. - الشيخ أحمد المقابي البحراني. - الشيخ محمد الخطي المقابي البحراني. - الشيخ يوسف البلادي البحراني. - الشيخ محمود المعني. - الشيخ سليمان الأصبعي. - الشيخ سليمان الماحوزي. - الشيخ عبد الله الماحوزي. - الشيخ عبد الله الماحوزي. - الشيخ علي الجد حفصي. - الشيخ سليمان الدرازي. - الشيخ أحمد آل عصفور الدرازي. - الشيخ أحمد بن جمال. - الشيخ عبد الله البلادي البحراني. - الشيخ محمد ابن الشيخ عبد الله. - الشيخ عبد الله السماهيجي. - السيد عبد الله البلادي البحراني. - الشيخ حسين الماحوزي. - الشيخ يوسف البلادي البحراني. - الشيخ محمد الضبيري. - الشيخ محمد الحجري البحراني. - الشيخ أحمد الأصبعي. - الشيخ داوود الجزيري. - الشيخ علي البحراني. - الشيخ لطف الله البحراني. - الشيخ محمد ابن الشيخ علي البحراني. - الشيخ يوسف بن عصفور. - الشيخ عبد علي آل عصفور. - الشيخ محمد آل عصفور. - الشيخ حسين آل عصفور. - الشيخ أحمد آل عصفور. | - الشيخ أحمد ابن الشيخ خلف. - الشيخ حسن الدمستاني. - الشيخ ياسين البلادي. - الشيخ محمد مهدي المقشاعي. - الشيخ علي البلادي. - الشيخ محمد علي القطري. - الشيخ علي الجد حفصي. - الشيخ ناصر المنامي. - الشيخ عبد الله البلادي. - الشيخ محمد بن خلف الستري. - الشيخ عبد الرضا بن المكتل. - الشيخ عبد الله الشهيد البحراني. - الشيخ أحمد آل ماجد البلادي. - السيد عبد الصمد الزنجي. - السيد هاشم الصياح الستري. - الشيخ عبد الله الستري. - الشيخ علي الستري البحراني. - السيد ناصر ابن السيد أحمد. - السيد شبر الستري. - السيد عدنان ابن السيد شبر. - السيد محمد ابن السيد شرف. - السيد عبد القاهر التوبلي. - السيد حسين ابن السيد عبد القاهر. - السيد عبد القاهر التوبلي البحراني. - الشيخ عبد علي التوبلي. - الشيخ عبد الله البصري. - الشيخ عبد الله الذهبة الخطي. - السيد علي البلادي البحراني. - الشيخ أحمد آل طعان. - الشيخ محمد صالح آل طعان. - الشيخ علي ابن حسن البحراني. |

## القطيف
| - الشيخ حسين بن راشد. - الشيخ يوسف بن أبي. - الشيخ إبراهيم بن سليمان. - الشيخ جعفر بن محمد الخطي. - الشيخ فرج المادح الخطي. - الشيخ محمد بن سليمان. - الشيخ حسن بن محمد الخطي. - الشيخ محمد أبو عزيز. - الشيخ ناصر الجارودي. - الشيخ حسين بن عبد العباس. - الشيخ عبد الله آل عمران. - الشيخ محمد بن عمران. - الشيخ علي بن فرج. - الشيخ محمد آل عمران. - الشيخ حسين بن محمد. | - الشيخ محمد مسعود. - الشيخ مبارك الجارودي. - الشيخ محمد بن عبد الجبار. - محمد بن الشيخ عبد علي. - الشيخ علي آل عبد الجبار. - الشيخ سليمان آل عبد الجبار. - الشيخ سليمان بن سليمان. - الشيخ أحمد آل عمران. - الشيخ أحمد بن صالح. - الشيخ ضيف الله بن أحمد. - الشيخ علي بن حبيب التاروتي. - الشيخ مرزوق الشويكي. - الشيخ عبد الله الحريفي. - السيد محمد أبو الفلفل. - الشيخ يحيى بن عمران. | - الشيخ محمد بن سيف. - الشيخ سليمان بن فضائل. - الشيخ مبارك بن خضر. - الشيخ عبد علي بن قضيب. - السيد محمد الصنديد. - السيد محمد ابن السيد معصوم. - الشيخ ناصر أبو ذيب الخطي. - الشيخ يوسف أبو ذيب. - الشيخ محمد بن سلطان. - الشيخ حسن التاروتي. - الشيخ محسن الملهوف التاروتي. - الشيخ ناصر بن نصر الله. - الشيخ عبد الله ابن الشيخ ناصر. - الشيخ أحمد ابن الشيخ مهدي. - الشيخ عبد العزيز الجشي. | - الشيخ محمد علي بن مسعود الجشي. - الشيخ محمد بن إسماعيل. - السيد حسين الكويكبي. - الشيخ عبد الله بن معتوق. - السيدان: - السيد حسين. - والسيد ماجد. - السيد علي ابن السيد حسين. - الشيخ علي أبو عبد الكريم الخنيزي. - الشيخ علي أبو الحسن الخنيزي. - الشيخ محمد بن نمر. - الشيخ حسن علي ابن الشيخ عبد الله. - الشيخ علي ابن الحاج حسن الجشي. |

## الأحساء
| - الشيخ علي بن مقرب. - الشيخ أحمد السبعي. - الشيخ أحمد بن فهد. - الشيخ محمد بن أبي جمهور. - الشيخ إبراهيم بن نزار. - الشيخ جمال الدين المطوع. | - السيد هاشم بن الحسين ابن السيد عبد الرؤوف. - الشيخ أحمد بن زين الدين. - الشيخ علي نقي ابن الشيخ أحمد. - الشيخ عبد المحسن اللويمي. - الشيخ أحمد الأحسائي. - الشيخ محمد حسين آل أبو خمسين. | - السيد هاشم الأحسائي. - الشيخ محمد آل عيثان الأحسائي. - الشيخ عبد الله بن رمضان. - الشيخ علي الأحسائي. - الملا علي بن رمضان الأحسائي. - الشيخ عبد الله الأحسائي. | - الشيخ محمد الأحسائي. - الشيخ موسى أبو خمسين. - الشيخ طاهر أبو خمسين. - الشيخ عبد الحميد الأحسائي. - الشيخ عمران. |

### الكتب
- الذريعة إلى تصانيف الشيعة. آغا بزرگ الطهراني، طبع بيروت - لبنان، 1403 هـ / 1983 م، منشورات دار الأضواء.
- الأعلام. خير الدين الزركلي، طبع بيروت - لبنان، 1980، منشورات دار العلم للملايين.
- معجم المطبوعات النجفية. محمد هادي الأميني، طبع النجف - العراق، 1385 هـ، منشورات مطبعة الآداب.

### إشارات مرجعية
1. ↑  
الأميني، محمد هادي. معجم المطبوعات النجفية. ص. 99. مؤرشف من الأصل في 2019-12-09.
2. ↑  
الزركلي، خير الدين. الأعلام - ج4. ص. 281. مؤرشف من الأصل في 2019-12-09.
3. ↑  
الطهراني، آغا بزرگ. الذريعة إلى تصانيف الشيعة - ج3. ص. 266. مؤرشف من الأصل في 2019-12-16.
4. ↑  
الطهراني، آغا بزرگ. الذريعة إلى تصانيف الشيعة - ج2. ص. 420. مؤرشف من الأصل في 2019-12-16.
5. 1 2  الزركلي، خير الدين. الأعلام - ج4. ص. 281. النسخة الإلكترونية
6. ↑  الطهراني، آغا بزرگ. الذريعة إلى تصانيف الشيعة - ج2. ص. 420. النسخة الإلكترونية
7. ↑  الأميني، محمد هادي. معجم المطبوعات النجفية. ص. 99. النسخة الإلكترونية